# ナンヨウダカラ
ナンヨウダカラ（南洋宝、Cypra aurantium Gmelin,1791）は、タカラガイの一種。分布域は日本に南西諸島を北限にする中部-南太平洋。殻の大きさは8.5から10.5cmで10cmを超えることもある大型種。殻の背面から側面にかけて橙色一色だけで、腹面は乳白色である。また、大型で美しい「黄金色」の殻であることから他種と容易に区別できるとともに「コガネダカラ」とも呼ばれる。光を嫌うため、夜間も岩穴の中で発見される。西から南太平洋の水深15-45mのサンゴ礁に分布するが、日本でも1946年に小笠原で初めて採集され、1980年代初めに八重山群島で発見されて以来、少数ながら見ることができる。日本では沖縄諸島以南でのみ採集されている。幼貝、亜成貝ともに未確認である。新鮮な個体は朱色だが、乾燥すると橙色となる。大型で美しいため収集家に人気のある貝である。